# Семюел Белламі
Семюел Белламі (англ. Samuel Bellamy бл. 23 лютого 1689, Девон, Англія — 26 квітня 1717, Кейп-Код), також відомий як «Чорний Сем Белламі» — англійський пірат, що діяв на початку XVIII століття. Він відомий як один з найуспішніших піратів в історії та одне з облич Золотої доби піратства. Хоча його кар'єра піратського капітана тривала трохи більше року, він і його команда захопили щонайменше 53 кораблі. Співпрацював з такими відомими піратами. як Бенджаміна Горніґолд та Едвард Тіч (Чорна борода). Він порівнював себе з Робін Гудом, а його команда називала себе «Люди Робін Гуда». Залишки його корабля «Whydah Gally» були виявлені в 1984 році, що зробило його першим підтвердженим піратським кораблем, виявленим у Північній Америці.

## Біографія
Белламі був наймолодшим із шести відомих дітей, народжених Стівеном та Елізабет Белламі в парафії Гіттіслей на Дартмурі в Девоні, Королівство Англія, у 1689 році Незабаром після цього Елізабет померла і була похована 23 лютого 1689 року, за три тижні до хрещення Семюела, що відбулось 18 березня. Майбутній пірат ще в юному віці став моряком. У підлітковому віці він приєднався до Королівського флоту та брав участь у кількох битвах. Хоча припускають, що він міг мати дружину та дитину, немає певних історичних доказів цього.
Близько 1715 року Белламі вирушив на Кейп-Код в англійській колонії Массачусетс-Бей, нібито щоб знайти там своїх родичів. Згідно з багатьма місцевими легендами вважається, що він закрутив роман з місцевою красунею Гуді (Марією) Галлетт — «відьмою з Велфліта». Професор Елізабет Рейнард у своїй книзі «Вузька земля» 1934 року назвала її  «Марією» і хоча немає жодних доказів того, що вона носила це ім'я, воно тим не менш стало для неї загальновживаним. Її вік і сімейний стан залишаються предметом багатьох дискусій. Деякі оповіді зображують її як молоду жінку від 16 до 25 років, тоді як інші зображують її як дуже літню жінку. У деяких історіях її батьки не вважали бідного самовпевненого моряка гідним чоловіком для їх доньки. Непрямі докази вказують на те, що вона, можливо, на момент знайомства з Семюелом вже була одружена, підтверджуючи деякі історії про те, що Белламі мав намір шукати щастя як пірат, а розбагатівши повернутися за Гуді, або щоб одружитися з нею, або щоб забрати її з собою.
З тієї чи іншої причини він покинув Кейп-Код на початку 1716 року на чолі групи людей, щоб шукати на узбережжі Флориди величезні скарби загиблого іспанського Срібного флоту 1715 року. Багатий ювелір Пелгрейвс Вільямс (також відомий як Палсгрейв, Полгрейв і Полсгрейв), син генерального прокурора Род-Айленда Джона Вільямса, приєднався до Белламі та фінансував їхню експедицію. Після того, як Белламі залишив Кейп-Код, виявилось, що Геллетт завагітніла від Белламі. Вона нібито народила сина і сховала дитину в коморі, щоб зігрітися, поки вона шукала їжу, а коли вона повернулася, то виявила, що дитина вдавилася соломою. Деякі легенди говорять, що це був сарай знатної родини Ноулз, інші стверджують, що її вигнав суддя Джозеф Доан. У будь-якому випадку її заарештували за вбивство дитини й ув'язнили в Старій в'язниці у Барнстебелі, штат Массачусетс (найстаріша дерев'яна в'язниця в Сполучених Штатах). Її термін був відносно коротким, але після закінчення увязнення її вислали з міста. Навіть після цього вона все ще чекала на Белламі в Істхемі.

## Кар'єра пірата

«…вони розгорнули великий чорний прапор із мертвою головою та кістками й погналися за капітаном Прінсом під цим прапором». – Томас Бейкер (член команди Белламі)

Самостійні пошуки Белламі іспанських скарбів, очевидно, не мали успіху, оскільки незабаром він приєднався до  піратської команди капітана Бенджаміна Горніґолда на кораблі «Marianne». В цій же команді перебував перший помічник Горніґолда Едвард Тіч, що незабаром став відомий як «Чорна Борода».
Влітку 1716 року екіпаж був роздратований небажанням Горніґолда атакувати кораблі Англії, його батьківщини. Більшістю голосів екіпажу Горніґолд був звільнений з посади капітана «Marianne» і залишив судно разом зі своїми вірними послідовниками, включаючи Тіча. Решта екіпажу з 90 осіб обрали Белламі капітаном.
Після захоплення корабля «Sultana» Белламі взяв його собі в якості флагмана і призначив капітаном «Marianne» свого друга Пелсгрейва Вільямса. Вони недовго плавали разом з Олів'є Левассером, який на початку 1717 року вирушив в рейд до Південної Америки.

## Whydah
Найбільший успіх очікував Белламі навесні 1717 року, коли у Навітряній протоці між Еспаньйолою та Кубою він помітив корабель англійських работорговців «Whydah Gally». Це був найсучасніший, побудований в Англії в 1715 році 300-тонний корабель завдовжки 31 метр з 18 гарматами і швидкістю до 13 вузлів. «Whydah» здійснив свій перший рейс по маршруту "Трикутникової торгівлі" 1716 році і на момент нападу здійснював останній етап (по маршруту від Америки до Європи) свого другого рейсу, навантажений золотом, індиго, корою хінного дерева, слоновою кісткою та іншими дорогоцінними товарами, придбаними після продажу 312 рабів. Белламі переслідував «Whydah» три дні, перш ніж дістатись на відстань, що дозволяла розпочати обстріл. Після першого ж пострілу, капітан Лоуренс Прінс здався, наказавши опустити прапор. Вірний своїй репутації щедрого і мілосердного пірата, Белламі винагородив відсутність опору з боку Принса, віддавши йому замість захопленого «Whydah» свій корабель «Sultana». Прибравши з корабля капітанський кватердек та збільшивши озброєння корабля до 28 гармат, Белламі пішов на свому новому флагмані на північ уздовж східного узбережжя Кароліни до Нової Англії .
Капітан Чарльз Джонсон описав у своїй книзі «Загальна історія пограбувань і вбивств найвідоміших піратів» історію про те, як «Whydah Gally» наздогнала шлюп під командуванням капітана Біра. Беламі хотів дозволити капітану залишити свій корабель, але його команда проголосувала за те, щоб спалити захоплене судно, а його капітан відхилив запрошення приєднатися до піратів. Белламі приписують цю відому нині промову:
Мені шкода, що вони не дозволять тобі знову взяти свій шлюп, бо я зневажаю робити комусь лихо без причини; Проклятий шлюп, ми мусимо його потопити, хоча він може тобі стати в пригоді. Хоча ти й плазуюче цуценя, як і всі ті, хто підкориться законам, які багатії створили для власної безпеки. Бо боягузливі цуценята не мають мужності інакше захистити те, що вони отримали підступністю. Але будьте прокляті усі: будь проклята зграя хитрих пройдисвітів, і ви, що їм прислуговуєте, зграя тупіків із курячим серцем. Ці мерзотники паплюжать нас, хоча між нами є лише та різниця, що вони грабують бідних під захистом закону, а ми грабуємо багатих під захистом власної мужності. Хіба тобі не краще стати одним із нас, ніж плазувати перед цими лиходіями в пошуках роботи?

Бір відповів, що совість не дозволить йому порушити закони Божі і людські, і Белламі продовжив:

Ти диявольський пройдисвіт совісті! Я вільна людина і маю стільки ж повноважень вести війну з усім світом, скільки той, хто має сотню кораблів на морі та армію в 100 000 чоловік у полі - ось що каже мені "моя совість! Але немає сенсу сперечатись з такими сопливими цуценятами, які дозволяють начальству шмагати їх на палубі в своє задоволення.
Джонсон приписує ці промови «капітану Белламі», не називаючи конкретно Семюеля Белламі. Інші автори, такі як Філіп Ґоссе, приписують промови Чарльзу Белламі, іншому пірату, не пов'язаному з Семюелем Белламі. Вони діяли в один і той самий час в тих самих районах, і їхні подвиги часто збігаються.

## Репутація
Капітан Семюель Белламі, також відомий як Чорний Сем Белламі, був добре відомий своїм сучасникам і літописцям як характерна постать, високий, сильний, добре вихований і дуже охайний чоловік. Він любив дорогий одяг, особливо чорні плащі. Його улюбленою зброєю були чотири дуельні пістолети, які він завжди носив у поясі:
У своєму довгому оксамитовому плащі з високими манжетами, бриджах до колін, шовкових панчохах і черевиках зі срібними пряжками з мечем на лівому стегні та чотирма пістолетами на поясі він виглядав розкішно. На відміну від деяких своїх товаришів, Белламі ніколи не носив модну напудрену перуку, а відрощував довге темне волосся та закручував його чорним атласним бантом.
Як капітан, він мав майже демократичним стиль керівництва. Його команда дуже любила Семюела, іноді навіть називала його «морським Робін Гудом», а себе «людьми Робін Гуда». Капітан Белламі також був хорошим тактиком. Зазвичай він мав два кораблі під своєю командою. Його флагман був потужним з багатьма гарматами, а другий корабель був легким і швидким, що дозволяло добре поєднувати їх сильні сторони при нападі. Завдяки скоординованим атакам їм вдалося легко захопити багато кораблів, майже не завдавши їм жодної шкоди.

## Загибель

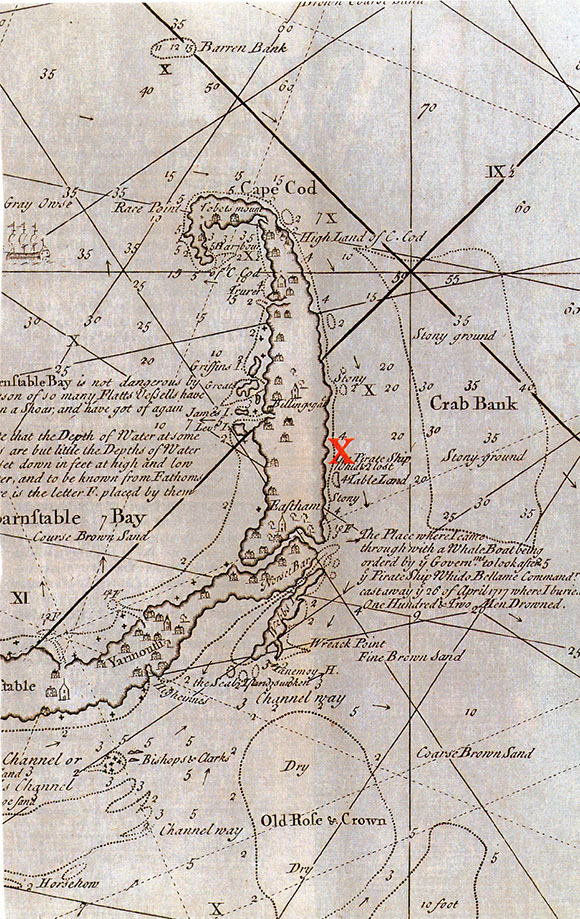
Місцезнаходження розбитого судна «Whydah» Gally поблизу Кейп-Код

Усього через два місяці після захоплення «Whydah», коли вони разом з «Marianne» наближалися до Кейп-Коду, Вільямс повідомив Беламі, що бажає відвідати свою родину в Род-Айленді, і вони домовилися знову зустрітися поблизу Мена. Белламі на «Whydah» захопив ще кілька інших невеликих суден у цьому районі, зокрема «Anne Galley» на яку він призначив капітаном свого квартирмейстера Річарда Ноланда.
26 квітня Белламі захопив корабель «Mary Anne» з вантажем вина Мадера. Капітан «Mary Anne» відхилив прохання Белламі провести їх до узбережжя, тож Белламі заарештував капітана та п'ятьох членів його екіпажу та перевів їх на борт «Whydah», залишивши з початкового екіпажу на борту «Mary Anne» лише трьох осбі і додавши до них сімох своїх людей, одним із яких був тесля Томас Саут, якого Белламі та його команда змусили займатись ремонтом корабля. Оскільки він не бажав приєднатися до піратської команди, Белламі запропонував звільнити його після завершення роботи, але вцілілі пірати пізніше засвідчили суду, що вони скасували рішення Белламі та змусили Томаса Саута залишитися, через що він багато скиглив і скаржився. Саут засвідчив, що він вирішив супроводжувати піратів, які перейшли на борт «Mary Anne» у надії втекти, можливо, стрибнувши за борт і випливши на берег, коли вони наблизяться до мису.

Опівночі 26 квітня 1717 року неподалік від Кейп-Коду «Whydah» потрапив у сильний північно-східний шторм, і його винесло на мілину піщаної коси приблизно за 150 метрів від узбережжя нинішнього Велфліта, штат Массачусетс. Приблизно опівночі не витримавши ураганного вітру на кораблі луснули ванти, корабельна щогла впала і перехилила важко завантажене судно, яке швидко затонуло. Зі 146 осіб екіпажу Белламі врятуватись лише двоє — Томас Девіс 23 років, якого виправдали на суді, оскільки він присягався, що його примусили стати піратом та колишній раб індіанець міскіто Джон Джуліан, якого продали назад у рабство. Відомо, що 104 тіла були винесені на берег і поховані міським коронером, відтак близько 40 тіл зникло безвісти. 

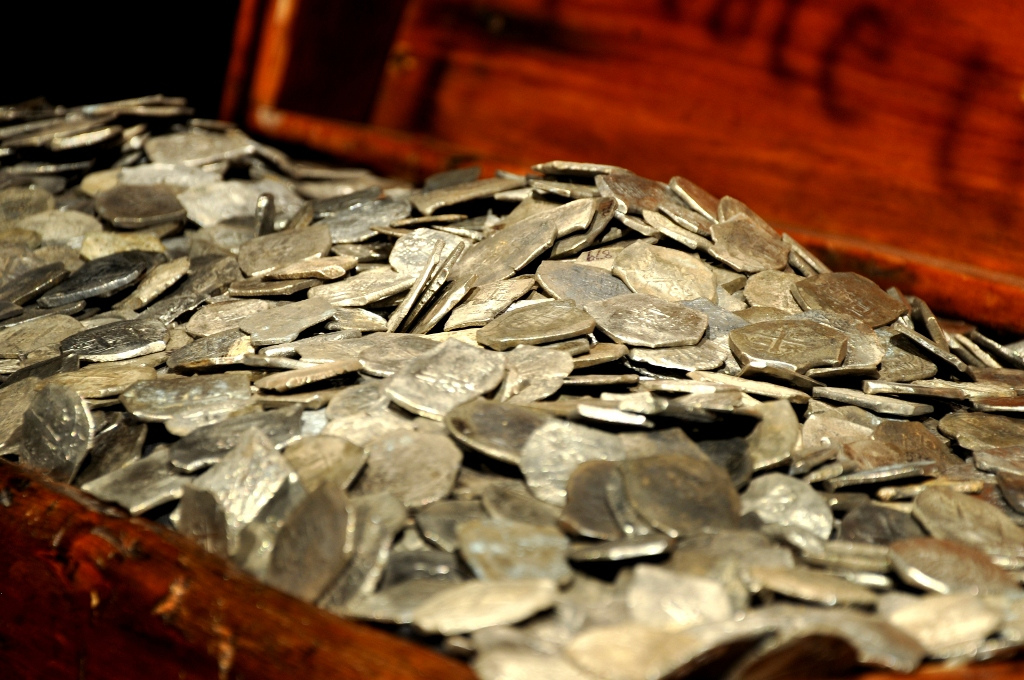
Срібло, підняте з затонулого «Whydah Gally». Журнал Forbes поставив Белламі на 1 місце у своєму списку «Піратів, які найбільше заробляють».

Тієї ночі «Mary Anne» також зазнала кораблетрощі за кілька миль на південь від «Whydah» і з неї врятувались  ще семеро осіб. Усіх дев'ятьох, що вижили, піратів з обох кораблів було схоплено та притягнуто до відповідальності за піратство в Бостоні. 22 жовтня 1717 року шістьом з них було винесено обвинувальний вирок та 15 листопада 1717 року повішено. Помилування короля Георга для усіх піратів, видане 5 вересня, прибуло до Бостона через три тижні після виконання вироку. Двоє з заарештованих піратів були звільнені, суд повірив їхнім свідченням про те, що їх примушували до піратства. Один з них, 16-річний індіанець Міскіто Джон Джуліан був проданий у рабство Джону Квінсі, прадідові президента США Джона Квінсі Адамса.
Вільямс на «Marianne» чекав на зустріч Белламі в узгодженому місці і коли Белламі так і не з'явився, Вільямс відплив на південь до Нассау. Ноланд на «Anne Galley» шукав Белламі біля Мена. Не знайшовши його, він також пішов на південь, здійснюючи по дорозі напади на кораблі і врешті прийняв королівське помилування на Багамах.

## Спадщина

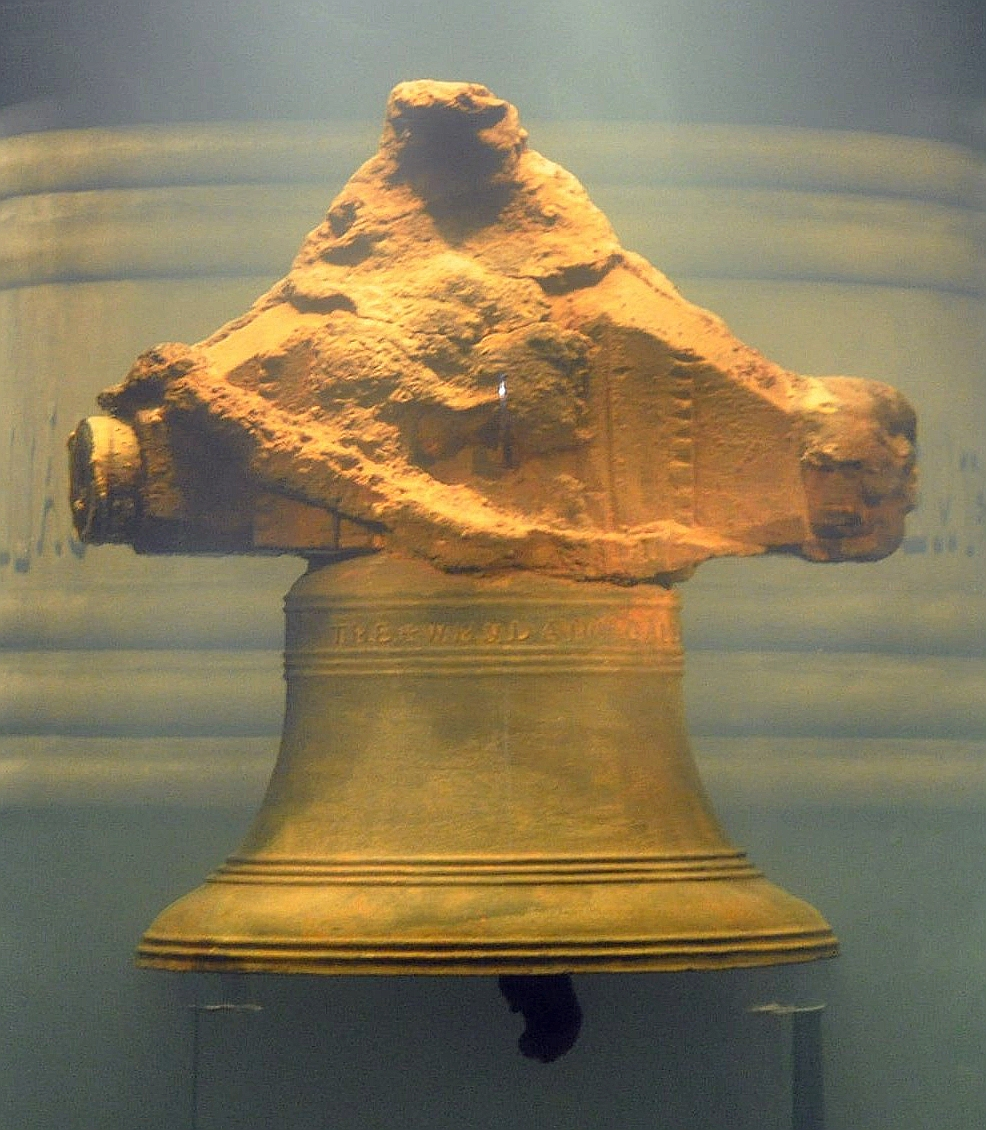
Дзвін із написом «THE WHYDAH GALLY 1716»

У липні 1984 року імя Белламі знову стало популярним у зв'язку із знайденням уламків його флагманського корабля «Whydah Gally», який став першим ідентифікованим уламком піратського корабля, виявленим у Північній Америці. На момент затоплення «Whydah» був одним з найбільших будь-коли захоплених піратських призів і скарб у його трюмі становив приблизно 4,5-5 тонн, включаючи величезну кількість індиго, слонової кістки, золота та 20 000-30 000 фунтів стерлінгів, розділених на 180 мішки по 50 фунтів (23 кг) кожен. Затонулий корабель було виявлено в 1982 році водолазною командою, яку очолював і фінансував підводний дослідник Баррі Кліффорд.
Судно знаходилось на глибині біля 4 метрів під 1,5 метровим шаром піску.
У 1985 році Кліффорд знайшов корабельний дзвін, на якому було написано «THE WHYDAH GALLY 1716», що стало першим незаперечним підтвердженням знахідки цього корабля. Згодом Кліффорд заснував Піратський музей «Whydah» на пристані Макміллан у Провінстауні, штат Массачусетс, присвячений Белламі та його кораблю. У ньому зберігається багато артефактів, які були підняті з затонулого піратського судна, включно з гарматою, нашпигованою дорогоцінним камінням, золотом і артефактами. Частина з приблизно 200 000 знайдених артефактів за підтримки Національного географічного товариства. вирушило у шестирічному турі по Сполучених Штатах.
Ймовірні останки самого Белламі були знайдені біля уламків його корабля в лютому 2018 року. Кістки були поруч із пістолетом, ідентифікованим як його, і для підтвердження були проведені ДНК-тести з живим родичем. У травні 2018 року тести підтвердили, що кістки належали чоловікові зі Східної Європи, але не Белламі.
У лютому 2021 року Кліффорд оголосив, що ще шість кісток піратів були виявлені в уламках і будуть перевірені на збіги ДНК, коли їх витягнуть.

## Прізвиська
Семюел Белламі отримав прізвисько «Чорний Сем», через своє довге чорне волосся і чорні довгі плащі, які він полюбляв. Белламі став відомим своїм милосердям і гарним ставленням до тих, кого він захоплював під час своїх набігів. Ця репутація принесла йому інше прізвисько — «Принц піратів». Він порівнював себе з Робін Гудом, а його команда називала себе «Люди Робін Гуда».

## У масовій культурі
- У манзі One Piece піратський персонаж Гієна Белламі названий на честь Семюеля Белламі[29].
- Він з'являється в Assassin's Creed: Black Flag як один із найвідоміших і яскравих піратів епохи[30][31].
- У документальному фільмі Netflix під назвою «Втрачене піратське королівство» його піратській кар'єрі приділена значна увага.